# Nedeljko Jovanović

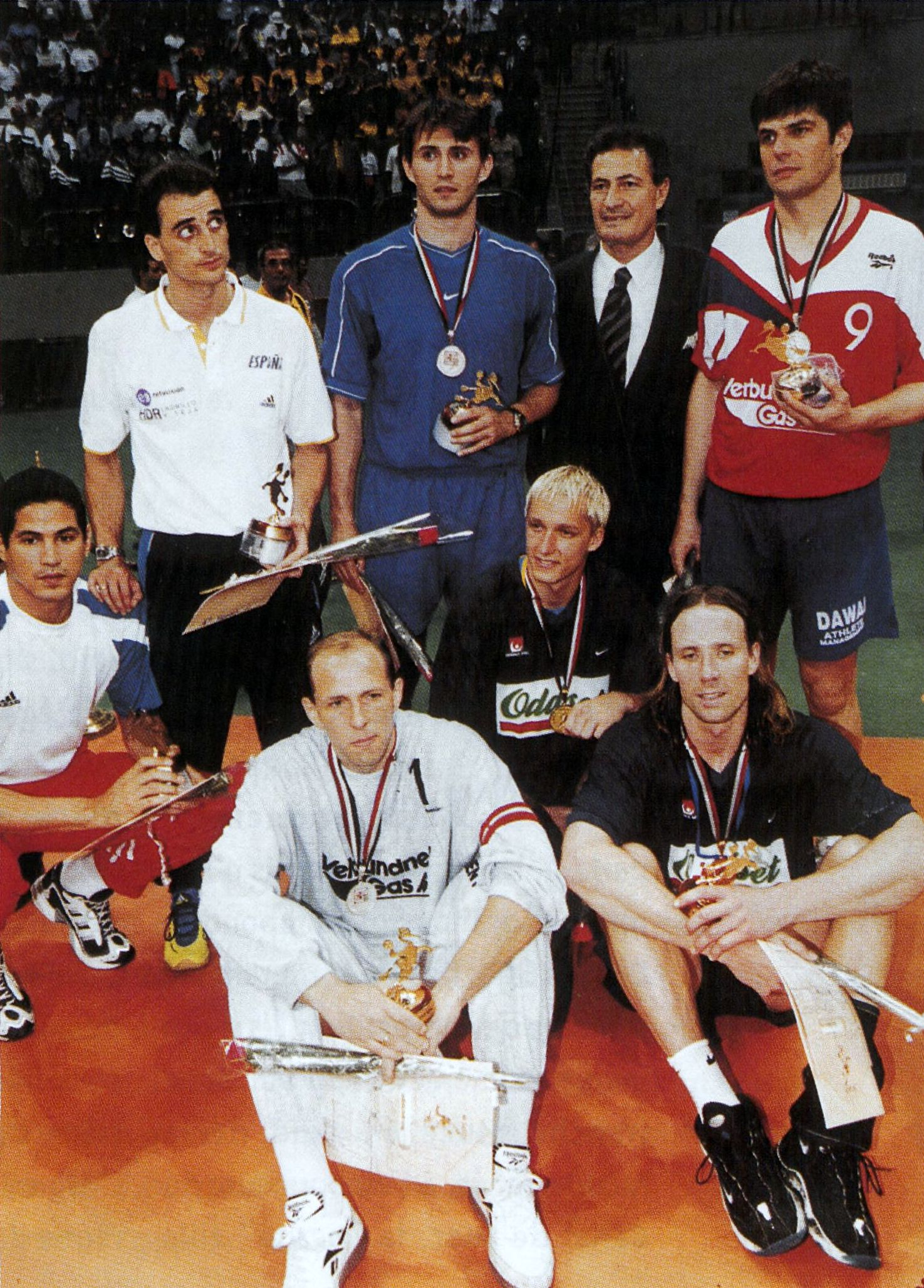
Nedeljko Jovanović (i blå tröja) med all star-laget vid VM 1999 i Egypten.

Nedeljko Jovanović, född 16 september 1970 i Belgrad, SFR Jugoslavien, är en serbisk-tysk handbollstränare och tidigare handbollsspelare (mittnia). Han är sedan 2018 assisterande förbundskapten för Serbiens herrlandslag.
Från 1995 fram till den 22 januari 2001 hade Jovanović spelat 154 landskamper och gjort 433 mål för FR Jugoslaviens landslag. Med landslaget vann han ett EM-brons 1996 och två VM-brons (1999 och 2001). Sista landskampen spelade han 2003. Han erhöll även tyskt medborgarskap i oktober 2000.

## Klubbar i urval
- RK Metaloplastika (1988–1991)
- RK Partizan (1991–1993)
- CD Bidasoa (1993–1994)
- GD Teka (1994–1995)
- OSC Rheinhausen (1995–jan 1998)
- TV Niederwürzbach (1998)
- TUSEM Essen (dec 1998–2000)
- SG Hameln (2000–2001)
- Portland San Antonio (2001–2004)
- Algeciras BM (2004–2005)
- SC Szeged (2006–jan 2007)

## Meriter i urval
- EM 1996 i Spanien:  Brons
- VM 1999 i Egypten:  Brons
- OS 2000 i Sydney: 4:a
- VM 2001 i Frankrike:  Brons